# Стросс, Чарльз
Чарльз Дэвид Джордж «Чарли» Стросс (англ. Charles David George «Charlie» Stross, род. 18 октября 1964 года) — английский писатель-фантаст, журналист, программист. Лауреат премий «Хьюго», «Локус», «Скайларк» и «Сайдвайз».

## Биография
Чарльз Стросс родился 18 октября 1964 года в Лидсе, Англия. Окончил Лондонский университет, где получил учёную степень в области фармацевтики, а позже и в области информационных технологий. Работал программистом, а также внештатным журналистом журнала «Computer Shopper».
Первым опубликованным произведением Стросса стал рассказ «The Boys», появившийся в 1987 году в журнале «Interzone». Первый его роман The Atrocity Archive первоначально увидел свет в журнале Spectrum SF, отдельной книгой опубликован в 2004 году, став первой частью цикла Bob Howard and the Laundry. В 2003 году вышел один из самых известных романов Стросса — «Небо сингулярности», опубликованный в 2003 году издательством Ace Books и номинированный на премию «Хьюго».
Сейчас Чарльз Стросс живёт в Эдинбурге (Шотландия) со своей женой Феорэг и всё свободное время посвящает написанию книг.

## Произведения
Произведения Стросса разнятся от научной фантастики до ужасов в стиле Лавкрафта и фэнтези. Некоторые из работ непосредственно вдохновлены «Мифами Ктулху». Особо следует отметить серию «The Laundry», в центре которой находится «Прачечная», британское секретное агентство, занимающееся борьбой с межпространственными угрозами. Проявившаяся уже в раннем рассказе «Очень холодная война» (где лавкрафтовские существа вплетены в антураж противостояния США и СССР, использующего Ктулху) смесь жанров лавкрафтовских ужасов, научной фантастики и шпионского триллера, напоминает окружение серии «Дельта-Грин» для ролевой игры «Зов Ктулху», хотя эти два жанра не связаны между собой и не происходят в одной и той же вселенной. (Стросс заявил, что он не знал о Дельта Грин, когда писал «Досье о прачечной».) В рассказах Стросса «Досье о прачечной» также много комедии.
Стросса часто относят к так называемому «новому поколению» британских фантастов, которые специализируются на твёрдой НФ и космических операх. В качестве источников вдохновения он называет произведения Вернона Винджа, Нила Стивенсона, Уильяма Гибсона и Брюса Стерлинга (и других авторов, пишущих в жанрах «киберпанк» и «посткиберпанк»). На февраль 2015 года из 20 романов автора (один в соавторстве) лишь 4 переведены на русский язык.
- 1993 — «Scratch Monkey», первый роман автора, из-за разногласий с издателем был опубликован только в 2011 году
- 2000 — «Очень холодная война» (рассказ, русский перевод Александра Гузмана, издан в сборнике «Загадка Артура Гордона Пима», 2006)
- 2002 — «The Atrocity Archive», роман, начало цикла Bob Howard and the Laundry
- 2003 — «Небо сингулярности» (англ. Singularity Sky), наиболее известный роман автора, номинированный на премию «Хьюго». Стал началом цикла «Эсхатон» (англ. Eschaton). Русский перевод М. Б. Левина издан в 2007 году.[1]
- 2003 — «Бродячая ферма» (англ. Rogue Farm) (рассказ, русский перевод Андрея Новикова опубликован в журнале «Если» № 5 за 2005 г.)
- 2004 — «Железный рассвет» (англ. Iron Sunrise), роман, свободное продолжение «Неба сингулярности», русский перевод издан в 2009 году
- 2004 — «Семейное дело» (англ. The Family Trade), роман о параллельных мирах, начавший цикл «The Merchant Princes», получил плохие критические отзывы, русский перевод издан в 2009 году
- 2005 — «Тайная семья» (англ. The Hidden Family), роман, продолжение цикла «The Merchant Princes», русский перевод издан в 2009 году
- 2005 — «Аччелерандо» (англ. Accelerando), роман, русский перевод издан в 2020 году
- 2006 — «Стеклянный дом» (англ. Glasshouse), роман-продолжение Accelerando»
- 2006 — «The Clan Corporate», роман, продолжение цикла «The Merchant Princes»
- 2006 — «The Jennifer Morgue», роман, продолжение цикла «Bob Howard and the Laundry»
- 2007 — «Halting State», роман, начало одноимённого цикла
- 2007 — «The Merchants' War», роман, продолжение цикла «The Merchant Princes»
- 2007 — «Missile Gap», повесть
- 2008 — «Saturn's Children», роман, начало цикла «Freyaverse»
- 2008  — «Down on the Farm», рассказ
- 2009 — «The Revolution Business», роман, продолжение цикла «The Merchant Princes»
- 2009 — «Палимпсест» (англ. Palimpsest), повесть, удостоенная премии «Хьюго»
- 2010 — «The Fuller Memorandum», роман, продолжение цикла «Bob Howard and the Laundry»
- 2010 — «The Trade of Queens», роман, продолжение цикла «The Merchant Princes»
- 2011 — «Rule 34», роман, продолжение цикла «Halting State»
- 2012 — «The Apocalypse Codex», роман, продолжение цикла «Bob Howard and the Laundry»
- 2012 — «The Rapture of the Nerds» (совместно с Кори Доктороу), роман
- 2013 — «Neptune's Brood», роман, продолжение цикла «Freyaverse»
- 2015 — «The Annihilation Score», роман, продолжение цикла «Bob Howard and the Laundry»
- 2017 — «The Delirium Brief», роман, продолжение цикла «Bob Howard and the Laundry»
- 2017 — «Empire Games» , роман, продолжение цикла «The Merchant Princes»
- 2018 — «Dark State» , роман, продолжение цикла «The Merchant Princes»
- 2020 — «Invisible Sun» , роман, продолжение цикла «The Merchant Princes»

## Премии
По данным сайта fantlab.ru
- 2005 — «Хьюго» за повесть The Concrete Jungle (2004)
- 2006 — «Локус» в категории «Роман НФ» за «Accelerando» (2005)
- 2006 — «Сайдвайз» в категории «Лучшее произведение крупной формы» за роман «Семейное дело» (2004)
- 2006 — «Сайдвайз» в категории «Лучшее произведение крупной формы» за роман «Тайная семья» (2005)
- 2006 — «Сайдвайз» в категории «Лучшее произведение крупной формы» за роман The Clan Corporate (2006)
- 2007 «Локус» в категории «Повесть» за «Missile Gap» (2006)
- 2007 — «Прометей» в категории «Лучший роман» за «Стеклянный дом» (2006)
- 2008 — «Скайларк»
- 2010 — SFinks (Польша) в категории «Зарубежный роман года» за роман Accelerando (2005)
- 2010 — «Хьюго» в категории «Повесть» за «»Палимпсест (2009)
- 2013 — «Локус» в категории «Роман фэнтези» за The Apocalypse Codex (2012)
- 2014 — «Хьюго» в категории «Повесть» за Equoid (2013)